# Fabian Ernst
Fabian Ernst, född 30 maj 1979 i Hannover, är en tysk före detta fotbollsspelare.
Ernst var en av Bundesligas bästa defensiva mittfältare i mitten på 00-talet. Han fick sitt genombrott i Werder Bremen efter att tidigare spelat i Bundesliga för Hamburger SV. 2005 gick han till FC Schalke 04 där han spelade fram till 2009. Efter Schalke spelade Ernst 5 säsonger i turkiska ligan för att sedan avsluta karriären i OSV Hannover 2015. 
Ernst är den som spelat flest U21-landskamper för Tyskland med 31 stycken. I tyska landslaget spelade han 24 matcher och gjorde ett mål.  

## Meriter
- EM i fotboll: 2004
- FIFA Confederations Cup: 2005
- Landslagsspelare för Tyskland
- Tysk mästare 2004
- Tysk cupmästare 2004

## Klubbar
- OSV Hannover
- Kasımpaşa SK
- Beşiktaş JK
- FC Schalke 04
- SV Werder Bremen
- Hamburger SV
- Hannover 96